# Листовой материал
Листовой материал — термин, обозначающий материал, сформированный в тонкие плоские куски или листы; поставляется в форме плоских листов или свёрнутым в рулоны. Термин произошёл от листа растения в результате метафорического переноса. 
Жёсткие или упругие листы материала называют также пластинами.

## Типы листовых материалов
Листовые материалы разделяются на листовой металл и неметаллические листовые материалы. Среди последних встречаются:
- стекло;
- винипласт;
- полиэтилен;
- фанера;
- металлопластик;
- картон и бумага;
- древесно-стружечная плита;
- мебельный щит;
- фибра;
- резина;
- текстиль и кожа.

## Обработка
К технологиям обработки листового материала относят технологии раскроя, технологии изменения рельефа и формы (штамповка, вальцовка, тиснение, чеканка). Создание объёмных сложных форм достигается путём соединения листовых деталей путём пайки, сварки, клепания, склеивания, сшивания...

## Использование
Неметаллические листовые материалы используются, подобно листовым металлам, как конструкционные материалы, а также в качестве прокладочных и изоляционных.